# Antillertrast
Antillertrast (Turdus lherminieri) är en västindisk fågel i familjen trastar som förekommer i bergsskogar i Små Antillerna. Artens bestånd anses vara nära hotat.

## Utseende och läte
Antillertrasten är en medelstor (25–27 cm) trast. Ovansidan är helt mörkbrun och undersidan är brunaktig med vita fläckar på bröst, flanker och övre delen av buken, medan undre delen av buken är vit. Den har gula ben samt gul näbb och gul i en bar fläck runt ögat. På St. Lucia skiljer den sig från arawaktrasten (T. nudigenis) på fjällad undersida. Sången beskrivs som mjuk och melodisk.

## Utbredning och systematik
Antillertrast förekommer på de Små Antillerna och delas upp i fyra underarter med följande utbredning:
- Turdus lherminieri lherminieri – Guadeloupe
- Turdus lherminieri dorotheae – Montserrat
- Turdus lherminieri dominicensis – Dominica
- Turdus lherminieri sanctaeluciae – St. Lucia

### Släktestillhörighet
Tidigare placerades den som ensam art i släktet Cichlherminia, men genetiska studier visar att den är en del av Turdus.

## Levnadssätt
Antillertrasten hittas på alla nivåer i fuktig bergbelägen skog. Den tros vara stannfågel, men stora antal som observerats vid fruktbärande träd på Saint Lucia antyder på att den rör sig runt i grupp utanför häckningstid. Födan består av insekter och bär. Arten häckar april till juli. Den bygger ett rätt stort skålformat bo som placeras nära marken i en buske, trädormbunke eller ett träd. Däri lägger den två till tre grönblå ägg.

## Status
Historiskt har antillertrasten minskat kraftigt i antal till följd av avskogning, invasiva predatorer och kraftiga habitatförluster orsakade av vulkanutbrott på Montserrat 1995–1997. Antillertrasten var därför fram tills nyligen upptagen på internationella naturvårdsunionen IUCN:s röda lista för hotade arter och där placerad i kategorin sårbar (VU). På Montserrat har den  återhämtat sig och anses där idag vara vanlig och ha ett stabilt bestånd. Merparten av världspopulationen förekommer på Guadeloupe där den också tros minska relativt långsamt i antal. De mindre bestånden på Saint Lucia och Dominica minskar möjligen relativt kraftigt. Sammanvägt anses den inte längre minska tillräckligt kraftigt för att anses vara hotad, varför den 2019 nedgraderades till den lägre hotkategorin nära hotad (NT). Det globala beståndet uppskattas till i storleksordningen 100 000 till en halv miljon vuxna individer.

## Namn
Fågelns vetenskapliga artnamn hedrar Ferdinand Joseph l'Herminier (1802-1866), fransk osteolog och ornitolog på Guadeloupe.